# Лагутин, Анисим Алексеевич
Анисим Алексеевич Лагутин (13 февраля 1898, Лагутин, область Войска Донского — 21 мая 1975, Береславка, Волгоградская область) — участник Великой Отечественной войны, командир сапёрного отделения 68-го отдельного штурмового инженерно-сапёрного батальона (14-я штурмовая, инженерно-сапёрная бригада, 5-я гвардейская армия, Степной фронт) старший сержант. Герой Советского Союза (1945).

## Биография
Родился 13 февраля 1898 года на хуторе Лагутин Нижне-Чирской станицы Второго Донского округа Области Войска Донского (ныне — в Чернышковском районе Волгоградской области) в семье донского казака.
В годы Гражданской войны воевал в частях особого назначения. В октябре 1941 года был призван в ряды Красной Армии и с того же года на фронте Великой Отечественной войны. Член ВКП(б) с 1943 года.
Будучи командиром сапёрного отделения в звании сержанта 3-5 октября 1943 года совершил 11 рейсов на пароме, переправляя через Днепр северо-западнее города Кременчуг бойцов и боевую технику. Заменил выбывшего из строя командира взвода.
Указом Президиума Верховного Совета СССР «О присвоении звания Героя Советского Союза офицерскому, сержантскому и рядовому составу Красной Армии» от 22 февраля 1944 года за «образцовое выполнение боевых заданий командования при форсировании реки Днепр, развитие боевых успехов на правом берегу реки и проявленные при этом отвагу и геройство» удостоен звания Героя Советского Союза с вручением ордена Ленина и медали «Золотая Звезда».
После войны был демобилизован и несколько лет работал в пгт Чернышковский. До октября 1947 года возглавлял дорожный отдел райисполкома.
Позднее переехал в посёлок Береславка Калачёвского района Волгоградской области.
Умер 21 мая 1975 года.

## Награды
- Награждён орденами Ленина, Красной Звезды, Славы 3 степени и медалями.